# Gangelt
Gangelt település Németországban, azon belül Észak-Rajna-Vesztfália tartományban. Lakosainak száma 13 388 fő (2023. december 31.). Gangelt Heinsberg és Geilenkirchen községekkel határos.

## Népesség
A település népességének változása:
| Lakosok száma | 9263 | 12 015 | 12 383 | 12 446 | 12 946 | 13 240 | 13 388 |
|               | 1975 | 2015   | 2017   | 2019   | 2021   | 2022   | 2023   |